# 콜 스윈델
콜 스윈델(Cole Swindell, 1983년 6월 30일 ~ )은 미국의 싱어송라이터이다.